# Neta N01

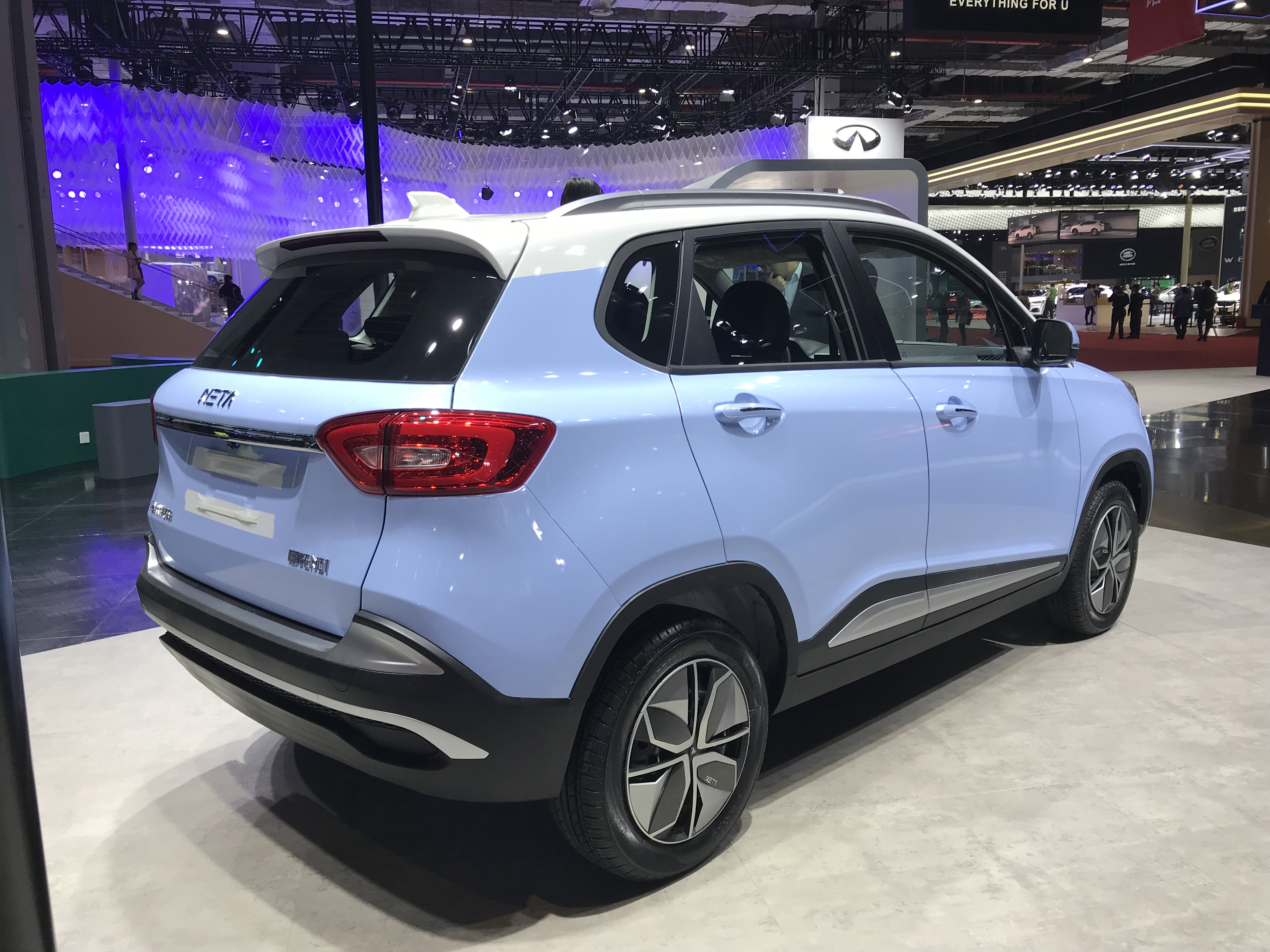
Вид сзади

Neta N01 (哪吒N01) — субкомпактный электромобиль-кроссовер, выпускавшийся китайской компанией Hozon Auto под брендом Neta (Nezha).

## Описание
Neta N01 был запущен в производство в 2018 году. Он оснащён электродвигателем, расположенным спереди, мощностью 75 л. с. и крутящим моментом 175 Н⋅м.
Длина составляет 3872 мм, а колёсная база — 2370 мм. Конкурентом является BYD Yuan.
На момент запуска цены варьировались от 66 800 до 139 800 юаней. В 2020 году автомобиль был снят с производства

## Технические характеристики
Автомобиль Neta N01 оснащался электродвигателем мощностью 75 л. с. На выбор заявлено 2 тяговых электродвигателя Ningde Shidai ёмкостью, соответственно, 35,5 и 36,2 кВт·ч. До 80% автомобиль заряжается за полчаса. При движении со скоростью 60 км/ч запас хода составляет 380 км. До 50 км/ч автомобиль разгоняется за 5 секунд.